# DN17A
De DN17A (Drum Național 17A of Nationale weg 17A) is een weg in Roemenië. Hij loopt van Câmpulung Moldovenesc via Vatra Moldoviței en Rădăuți naar Bălcăuți, ten zuiden van Siret. De weg is 93 kilometer lang. 